# Estadi Achille Hammerel
L'Estadi Achille Hammerel és un estadi luxemburguès de futbol a Nord Bonnevoie-Verlorenkost, un barri de la ciutat de Luxemburg. És la seu de l'equip Racing Football Club Union Luxemburg, -club que juga a la Lliga luxemburguesa de futbol- i té una capacitat per a 5.814 persones.